# پاسکال مشعلانی
پاسکال بشاره بَشعَلانی (زادهٔ ۲۷ مارس ۱۹۶۹) خواننده معروف عرب لبنانی است.

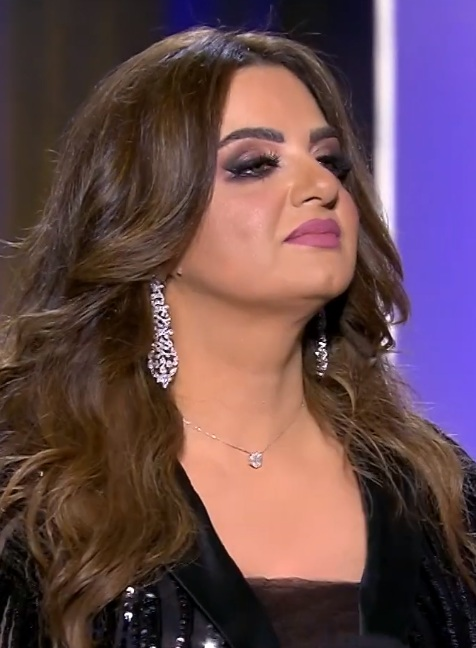

خواننده لبنانی